# Snekkersten Station
Snekkersten Station er en dansk jernbanestation i bydelen Snekkersten i den sydlige del af Helsingør i Nordsjælland.
Stationen ligger på Kystbanen mellem Helsingør og København og på Lille Nord mellem Helsingør og Hillerød.

## Historie
I 1864 anlagdes Nordbanen mellem København og Helsingør over Hillerød. Da Kystbanen blev anlagt i 1897, blev de to baner flettet sammen i Snekkersten på den sidste strækning til Helsingør. I den forbindelse blev Nordbanen flyttet en smule nærmere kysten. Siden da har stationen betjent begge baner, både tog mod Hillerød og tog mod København. Nordbanens del mellem Helsingør og Hillerød kaldes nu for Lille Nord.

## Arkitektur
Den nuværende stationsbygning er opført 1954 efter tegning af Sigurd Christensen.

## Antal rejsende
Ifølge Østtællingen var udviklingen i antallet af dagligt afrejsende: 
| År   | Antal | År   | Antal | År   | Antal | År   | Antal |
| ---- | ----- | ---- | ----- | ---- | ----- | ---- | ----- |
| 1984 | 1.153 | 1993 | 1.193 | 2000 | 1.039 | 2005 | 1.404 |
| 1987 | 1.227 | 1995 | 1.200 | 2001 | 1.200 | 2006 | 1.557 |
| 1990 | 1.208 | 1996 | 1.240 | 2002 | 1.342 | 2007 | 1.493 |
| 1991 | 1.043 | 1997 | 1.229 | 2003 | 1.335 | 2008 | 1.404 |
| 1992 | 1.239 | 1998 | 1.233 | 2004 | 1.619 |      |       |

## Galleri
- Snekkersten Station i 2010
- Snekkersten Station i 2012
- Tog fra Lokalbanen på Snekkersten station i 2012